# Simaninggir Pb
Simaninggir Pb is een bestuurslaag in het regentschap Padang Lawas Utara van de provincie Noord-Sumatra, Indonesië. Simaninggir Pb telt 310 inwoners (volkstelling 2010).